# Rudolf Andersen
Carl Rudolf Svend Andersen (Copenhaguen, 11 d'agost de 1899 – Copenhaguen, 7 de juliol de 1983) va ser un gimnasta artístic danès que va competir a començaments del segle xx.
El 1920 va prendre part en els Jocs Olímpics d'Anvers, on va guanyar la medalla d'or en el concurs per equips, sistema lliure del programa de gimnàstica.